# Äschersbach
Der Äschersbach ist ein 13,6 km langer rechter bzw. nördlicher  Zufluss der Wetter aus dem Südosten des Vorderen Vogelsberges. Innerhalb des letzteren Naturraumes ist er der mit Abstand bedeutendste zum Main entwässernde Fluss.

## Geographie

### Verlauf
Der Äschersbach entspringt auf einer Höhe von etwa 287 m ü. NHN südlich des zu Kleinstadt Grünberg gehörenden Stadtteils Lehnheim. 
Der Bach fließt zunächst in südwestlicher Richtung und dann ab der Ortslage von Grünberg in südliche Richtung. An der Neumühle biegt er dann nach Westen in Richtung Queckborn ab, schlägt dann zwischen den Ortschaften Queckborn und Ettingshausen einen weiten Bogen nach links und läuft dann wieder in südliche Richtung weiter.
Er mündet schließlich unterhalb des zu der Kleinstadt Laubach gehörenden Ortsbezirks Münster auf einer Höhe von etwa 182 m von rechts in die aus dem Osten herannahende obere Wetter.
Der etwa 13,6 km lange Lauf des Äschersbachs endet ungefähr 105 Höhenmeter unterhalb seiner Quelle, er hat somit ein mittleres Sohlgefälle von etwa 7,7 ‰.

### Zuflüsse
- Hilzbach[6] (rechts), 0,3 km[7]
- Flachsbach (links), 2,9 km
- Sauerbach[8] (Surbach[9] [GKZ 24842316]) (rechts), 1,6 km
- Ruthersbach[10] [GKZ 24842392] (rechts), 1,9 km
- Jossoller (rechts), 8,0 km

### Flusssystem Wetter
- Fließgewässer im Flusssystem Wetter

### Orte
Der Äschersbach fließt durch folgende Ortschaften:
- Grünberg-Lehnheim
- Grünberg
- Grünberg-Queckborn
- Reiskirchen-Ettingshausen
- Münster